# 正剛館

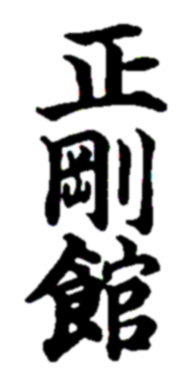

正剛館（せいごうかん、日本正剛館空手道士会（にほん せいごうかん　からてどうしかい））は多田正剛が1945年に京都市内に創設した伝統派空手の団体および道場。現在の総本部は兵庫県姫路市。

## 解説
流派としては、多田がその出身大学である立命館大学空手部で流祖宮城長順より直接学んだ剛柔流に属する。
設立当初は日本剛柔流空手道士会と称し、のち日本正剛館空手道士会に改称した。京都時代には市内に直轄五道場を構えていたが、昭和30年代前半に兵庫県姫路市内に本部道場を移転する。
以来正剛館は本土剛柔流の名門道場として栄え、国内支部20箇所以上、所属する大学空手部10（大阪大学・滋賀大学・仏教大学・大阪歯科大学・京都外国語大学・京都工芸繊維大学・京都薬科大学・山口大学・徳山大学・九州共立大学）、海外支部20を数えるまでに発展した。
全日本空手道連盟においては、当初四大代表会派のひとつである剛柔会に属していたが、のちには諸派の連合体である連合会に転じた。
1997年の会組多田正剛の没後は離脱する道場もいくつかあったが、本土の剛柔流としては、連盟剛柔会、全日本剛柔会（山口剛柔館）に次ぐ、最大会派のひとつである。